# 珀杜雷尼鄉 (蒂米什縣)
45°34′29″N 21°54′35″E / 45.5747°N 21.9097°E
珀杜雷尼鄉（羅馬尼亞語：Comuna Pădureni, Timiș），是羅馬尼亞的鄉份，位於該國西部，由蒂米什縣負責管轄，面積53平方公里，海拔高度84米，2002年人口1,526，人口密度每平方公里29人。